# Cathédrale de Tuscania
La cathédrale de Tuscania est une église catholique romaine de Tuscania, en Italie. Il s'agit d'une cocathédrale du diocèse de Viterbe.